# Margites decipiens
Margites decipiens är en skalbaggsart som beskrevs av Holzschuh 1989. Margites decipiens ingår i släktet Margites och familjen långhorningar. Inga underarter finns listade i Catalogue of Life.